# John Ponsonby, I visconte Ponsonby
Lord John Ponsonby, I visconte Ponsonby (c. 1770 – Brighton, 21 febbraio 1855), è stato un diplomatico e politico britannico. Ebbe un ruolo importante nel processo di creazione degli stati dell'Uruguay e del Belgio.

## Biografia
Nato attorno al 1770 da William Brabazon Ponsonby e da Louisa Molesworth, fu membro della Camera dei comuni irlandese fino al 1800, e, in seguito all'Atto di Unione, fu eletto rappresentante per la città di Galway alla Camera dei comuni britannica, dove rimase fino al 1802.
Uomo dall'aspetto attraente e dalla vita dissoluta, nel 1803 sposò Elizabeth Frances Villiers, dalla quale non ebbe figli; avviato alla carriera diplomatica, nel 1806, alla morte del padre, ereditò il titolo di barone Ponsonby di Imokilly, ottenuto pochi mesi prima. Dopo qualche incarico minore nelle Isole Ionie, nel 1825 fu inviato da George Canning in missione speciale in America del sud; a influire su questa decisione fu probabilmente la volontà di Giorgio IV, geloso per l'ascendente che Ponsonby esercitava su lady Conyngham, amante del re. Giunto a Buenos Aires come ministro plenipotenziario nel 1826, ebbe un ruolo di mediazione fondamentale nel porre termine alla guerra argentino-brasiliana; per mezzo della sua influenza le trattative portarono alla nascita dello Stato Orientale dell'Uruguay.
Nel dicembre del 1830, Ponsonby fu inviato in Belgio, dove era in corso la rivoluzione. La sua opera diplomatica fu svolta avendo come principale preoccupazione quella di non far cadere il territorio sotto l'influenza della Francia; vista impraticabile l'ipotesi di incoronare un principe della casa d'Orange-Nassau sul trono di Bruxelles, d'intesa con il primo ministro britannico Charles Grey, suo cognato, sostenne infine la scelta di affidare il nuovo regno a Leopoldo di Saxe-Cobourg-Gotha.
Negli anni successivi, Ponsonby fu ambasciatore a Napoli nel 1832, a Costantinopoli dal 1832 al 1841 e a Vienna tra il 1846 e il 1850; il 20 aprile 1839 gli fu dato il titolo nobiliare di visconte Ponsonby di Imokilly. Morì a Brighton il 21 febbraio 1855.

## Ascendenza
|                                             |                                          |                                           | Genitori                                 |  |  | Nonni |  |  | Bisnonni                                  |  |  | Trisnonni                              |  |
|                                             |                                          |                                           |                                          |  |  |       |  |  | Brabazon Ponsonby, I conte di Bessborough |  |  | William Ponsonby, I visconte Duncannon |  |
|                                             |                                          |                                           |                                          |  |  |       |  |  | Brabazon Ponsonby, I conte di Bessborough |  |  | William Ponsonby, I visconte Duncannon |  |
|                                             |                                          | Mary Moore                                |                                          |  |  |       |  |  | Brabazon Ponsonby, I conte di Bessborough |  |  |                                        |  |
| John Ponsonby                               |                                          |                                           |                                          |  |  |       |  |  | Brabazon Ponsonby, I conte di Bessborough |  |  |                                        |  |
|                                             |                                          | Sarah Margetson                           | John Margetson                           |  |  |       |  |  |                                           |  |  |                                        |  |
|                                             |                                          | Sarah Margetson                           | John Margetson                           |  |  |       |  |  |                                           |  |  |                                        |  |
|                                             |                                          | Sarah Margetson                           | Alice Caulfeild                          |  |  |       |  |  |                                           |  |  |                                        |  |
| William Ponsonby, I barone Ponsonby         |                                          | Sarah Margetson                           |                                          |  |  |       |  |  |                                           |  |  |                                        |  |
|                                             |                                          | William Cavendish, III duca di Devonshire | William Cavendish, II duca di Devonshire |  |  |       |  |  |                                           |  |  |                                        |  |
|                                             |                                          | William Cavendish, III duca di Devonshire | William Cavendish, II duca di Devonshire |  |  |       |  |  |                                           |  |  |                                        |  |
|                                             |                                          | William Cavendish, III duca di Devonshire | Rachel Russell                           |  |  |       |  |  |                                           |  |  |                                        |  |
| Elizabeth Cavendish                         |                                          | William Cavendish, III duca di Devonshire |                                          |  |  |       |  |  |                                           |  |  |                                        |  |
|                                             |                                          | Catherine Hoskins                         | John Hoskins                             |  |  |       |  |  |                                           |  |  |                                        |  |
|                                             |                                          | Catherine Hoskins                         | John Hoskins                             |  |  |       |  |  |                                           |  |  |                                        |  |
|                                             |                                          | Catherine Hoskins                         | Catherine Hale                           |  |  |       |  |  |                                           |  |  |                                        |  |
| John Ponsonby, I visconte Ponsonby          |                                          | Catherine Hoskins                         |                                          |  |  |       |  |  |                                           |  |  |                                        |  |
|                                             | Robert Molesworth, I visconte Molesworth | Robert Molesworth                         |                                          |  |  |       |  |  |                                           |  |  |                                        |  |
|                                             | Robert Molesworth, I visconte Molesworth | Robert Molesworth                         |                                          |  |  |       |  |  |                                           |  |  |                                        |  |
|                                             | Robert Molesworth, I visconte Molesworth | Judith Bysse                              |                                          |  |  |       |  |  |                                           |  |  |                                        |  |
| Richard Molesworth, III visconte Molesworth | Robert Molesworth, I visconte Molesworth |                                           |                                          |  |  |       |  |  |                                           |  |  |                                        |  |
|                                             |                                          | Laetitia Coote                            | Richard Coote, I barone Coote            |  |  |       |  |  |                                           |  |  |                                        |  |
|                                             |                                          | Laetitia Coote                            | Richard Coote, I barone Coote            |  |  |       |  |  |                                           |  |  |                                        |  |
|                                             |                                          | Laetitia Coote                            | Mary St.George                           |  |  |       |  |  |                                           |  |  |                                        |  |
| Louisa Molesworth                           |                                          | Laetitia Coote                            |                                          |  |  |       |  |  |                                           |  |  |                                        |  |
|                                             |                                          | William Ussher                            | Adam Ussher                              |  |  |       |  |  |                                           |  |  |                                        |  |
|                                             |                                          | William Ussher                            | Adam Ussher                              |  |  |       |  |  |                                           |  |  |                                        |  |
|                                             |                                          | William Ussher                            | Rebecca Wye                              |  |  |       |  |  |                                           |  |  |                                        |  |
| Mary Jenney Ussher                          |                                          | William Ussher                            |                                          |  |  |       |  |  |                                           |  |  |                                        |  |
|                                             |                                          | Mary Jenney                               | Christophilus Jenney                     |  |  |       |  |  |                                           |  |  |                                        |  |
|                                             |                                          | Mary Jenney                               | Christophilus Jenney                     |  |  |       |  |  |                                           |  |  |                                        |  |
|                                             |                                          | Mary Jenney                               | …                                        |  |  |       |  |  |                                           |  |  |                                        |  |
|                                             |                                          | Mary Jenney                               |                                          |  |  |       |  |  |                                           |  |  |                                        |  |